# 10381 Малінсміт
10381 Малінсміт (10381 Malinsmith) — астероїд головного поясу, відкритий 3 вересня 1996 року.
Тіссеранів параметр щодо Юпітера — 3,207.